# Васил Козаров (офицер)
Васил Стойчев Козаров е български офицер, генерал-майор.

## Биография
Роден е на 30 октомври 1921 г. в старозагорското село Търничене. От 1938 г. е член на РМС, а от 1945 г. и на БКП. От 1943 до 1944 г. е политически затворник. На 30 януари 1945 г. е назначен за помощник-командир на трето товарно отделение на единадесети артилерийски полк. Към 1965 г. е началник на управление. До 1979 г. е командир на Противовъздушната отбрана на Сухопътните войски. Починал в София. Награждаван е с орден „За храброст“, IV ст., 2 клас.